# Leksja
Leksja – najmniejszy fragment hipertekstu. Leksja powinna być zamkniętą całością, niezależną od innych fragmentów. Powinna również zawierać hiperłącza do innych leksji. Obecnie w tekstach technicznych częściej spotykanym określeniem jednostki hipertekstu jest węzeł (ang. node).